# IMMT
La proteína MIC60 subuniad del complejo MICOS de la membrana interna mitocondrial es una proteína que en los seres humanos está codificada por el gen IMMT.

## Interacciones
Se ha demostrado que IMMT interactúa con BAT2 .